# Чинук (Монтана)
Чинук (енгл. Chinook) град је у америчкој савезној држави Монтана.

## Демографија
По попису из 2010. године број становника је 1.203, што је 183 (-13,2%) становника мање него 2000. године.
| Група             | 2000.         | 2010.         |
| Белци             | 1.262 (91,1%) | 1.053 (87,5%) |
| Афроамериканци    | 5 (0,4%)      | 0 (0,0%)      |
| Азијати           | 1 (0,1%)      | 4 (0,3%)      |
| Хиспаноамериканци | 8 (0,6%)      | 14 (1,2%)     |
| Укупно            | 1.386         | 1.203         |